# Miguel Ángel Ballesteros
Pour les articles homonymes, voir Ballesteros.
Ballesteros  Cánovas est un nom espagnol. Le premier nom de famille, en général paternel, est Ballesteros ; le second, en général maternel, souvent omis, est Cánovas.
Miguel Ángel Ballesteros Cánovas, né le 23 juillet 1996 à Alcantarilla, est un coureur cycliste espagnol. 

## Biographie
Miguel Ángel Ballesteros vient au cyclisme à l'âge de 6 ou 7 ans, lorsque son père l'inscrit dans une école de vélo à Alcantarilla,, dénommée Peña Ciclista Guerrita. Il joue également au football en tant que gardien jusqu'à l'âge de 9 ans dans un club de Murcie, avant de choisir uniquement le cyclisme. Il s'impose dès sa deuxième course disputée.
En catégorie juniors, il rejoint l'équipe de la Fondation Contador, montée à l'intiative du champion cycliste Alberto Contador. Avec elle, il se distingue notamment en terminant deuxième au classement final de la Coupe d'Espagne et troisième de la Vuelta al Besaya en 2014, une course par étapes réputée du calendrier junior espagnol. La même année, il participe aux championnats du monde de Ponferrada, où il se classe 54e. 
Il fait ses débuts dans la catégorie espoirs (moins de 23 ans) en 2015. Rapidement, il se distingue chez les amateurs espagnols en obtenant diverses places d'honneur, en particulier au Pays basque. En 2016, il est notamment troisième du Circuito Guadiana, manche de la Coupe d'Espagne, qu'il termine sixième au classement général et troisième meilleur coureur espoir. 
En 2017, il se classe deuxième du Tour d'Ávila, course par étapes du calendrier national. Il passe ensuite professionnel en 2018 au sein de la nouvelle équipe continentale Polartec-Kometa, montée à l'initiative de la Fondation Contador. Après des débuts au Tour de la Communauté valencienne, il court en France, terminant 17e du Tour du Haut-Var et 27e du Tour La Provence. Mais, auteur d'une seconde partie de saison plus décevante, il n'est pas conservé par ses dirigeants en fin d'année.
Il redescend chez les amateurs en 2019 dans la nouvelle équipe Valverde-Terra Fecundis. Dès sa reprise, il remporte l'étape reine et le classement général du Tour de Guadalentín. Dans cette même saison, il s'impose à trois autres reprises sur des courses régionales, tout en obtenant de nombreuses places d'honneur, notamment en Coupe d'Espagne amateurs. 
En 2020, Miguel Ángel Ballesteros intègre la réserve de l'équipe Caja Rural-Seguros RGA. Il indique que cette saison sera sa dernière s'il ne retrouve pas de contrat professionnel. En février, il est deuxième du Mémorial Manuel Sanroma, quatrième du Tour de Guadalentín et huitième du Circuit de l'Essor, avant que les courses ne soient interrompues à cause de la pandémie de Covid-19. De retour en été, il se classe troisième d'In the footsteps of the Romans, du Tour de Bulgarie, et du championnat d'Espagne en catégorie amateurs. Avec l'équipe professionnelle de Caja Rural-Seguros RGA, il participe à une course professionnelle, le Tour du Doubs, qu'il termine dix-huitième. Il conclut sa saison par une deuxième place au Memorial Valenciaga, dernière manche de la Coupe d'Espagne amateurs, dont il remporte le classement final,. 
En 2021, il retrouve le niveau professionnel en signant dans l'équipe continentale argentine Electro Hiper Europa. Il obtient ses meilleurs classements au printemps en terminant dix-septième du Tour de Murcie et du Mont Ventoux Dénivelé Challenges. Après une dernière saison en 2022, il décide de mettre un terme à sa carrière professionnelle.

## Palmarès et résultats

### Palmarès par année
- 2013
  - 3e du championnat d'Espagne de l'américaine juniors
- 2014
  - 2e de la Coupe d'Espagne juniors
  - 3e de la Vuelta al Besaya
- 2015
  - 3e de la Prueba Loinaz
  - 3e de la Klasika Lemoiz
- 2016
  - 3e du Circuito Guadiana
  - 3e de la Coupe d'Espagne espoirs
- 2017
  - Escalada a la Cresta del Gallo
  - 2e du Tour d'Ávila
  - 3e du Trofeo Ayuntamiento de Zamora
- 2019
  - Tour de Guadalentín :
    - Classement général
    - 2e étape

  - Gran Premio Villa de Fortuna
  - Escalada a la Cresta del Gallo
- 2020
  - Vainqueur de la Coupe d'Espagne amateurs
  - 2e du Mémorial Manuel Sanroma
  - 2e du Trofeo San José
  - 2e du Memorial Valenciaga
  - 3e d'In the footsteps of the Romans
  - 3e du Tour de Bulgarie
  - 3e du championnat d'Espagne sur route amateurs
- 2022
  - 2e du championnat d'Espagne de poursuite par équipes

### Classements mondiaux
| Année           | 2018   |
| --------------- | ------ |
| UCI Europe Tour | 1 766e |